# Народництво
Наро́дництво — ідеологія і громадсько-політичний рух, що охопив вихідців із дворянства та різночинної інтелігенції Російської імперії у 1860-х — 1880-х рр.; представники цього напряму виражали інтереси селянської демократії, поєднуючи радикально-демократичну й антикріпосницьку програму з ідеалами утопічного соціалізму.

## Основа ідеології «народництва»
В основі ідеології народництва лежала містична віра в російське селянство як носія «вищої життєвої мудрості». У 60-х роках 19 століття ідеї селянського соціалізму активно пропагував М. Огарьов. У кінці 60-х—на початку 70-х років теоретичним обґрунтуванням ідеї некапіталістичного шляху розвитку стає суб'єктивна соціологія (П. Лавров, М. Михайловський та інші), яка рушійною силою суспільного прогресу вважала «критично мислячі особистості», тобто інтелігенцію. У 80-ті роки в народництві отримав розвиток економічний романтизм (В. Воронцов, М. Данієльсон та інші), представники якого виходили із протиставлення типів економічної еволюції Західної Європи і Росії.
Народники-економісти намагались довести безперспективність капіталістичного розвитку Росії й необхідність переходу до «народного виробництва» — некапіталістичної індустріалізації, артільно-общинного методу організації господарства. Найвідомішими ідеологами народництва у 1870-ті роки були М. Бакунін, П. Лавров і П. Ткачов. Вони розглядали особу російського селянина як зберігача давніх засад общинної власності і саме в цьому вбачали можливість переходу Росії до соціалістичних відносин, обминаючи етап капіталістичного розвитку.
Вважаючи російського селянина «природженим соціалістом», М. Бакунін закликав молодь готувати народне повстання проти трьох головних ворогів: приватної власності, держави, церкви. На думку окремих дослідників, народництво було просякнуте месіанською свідомістю, успадкованою частково від слов'янофілів, котрі твердили про почуття вини дворянина перед селянством за гріхи предків-кріпосників (В.Осінський, С. Перовська, А. Желябов, С. Нечаев, П. Ткачов та ін.). Народництво об'єднувало людей, що належали до різних політичних напрямів, часто дуже різних. Так одні, скажімо, підтримували теорію непротивлення злу насильством (М. Муравський), інші закликали до нової пугачовщини (М. Бакунін).

## Історія

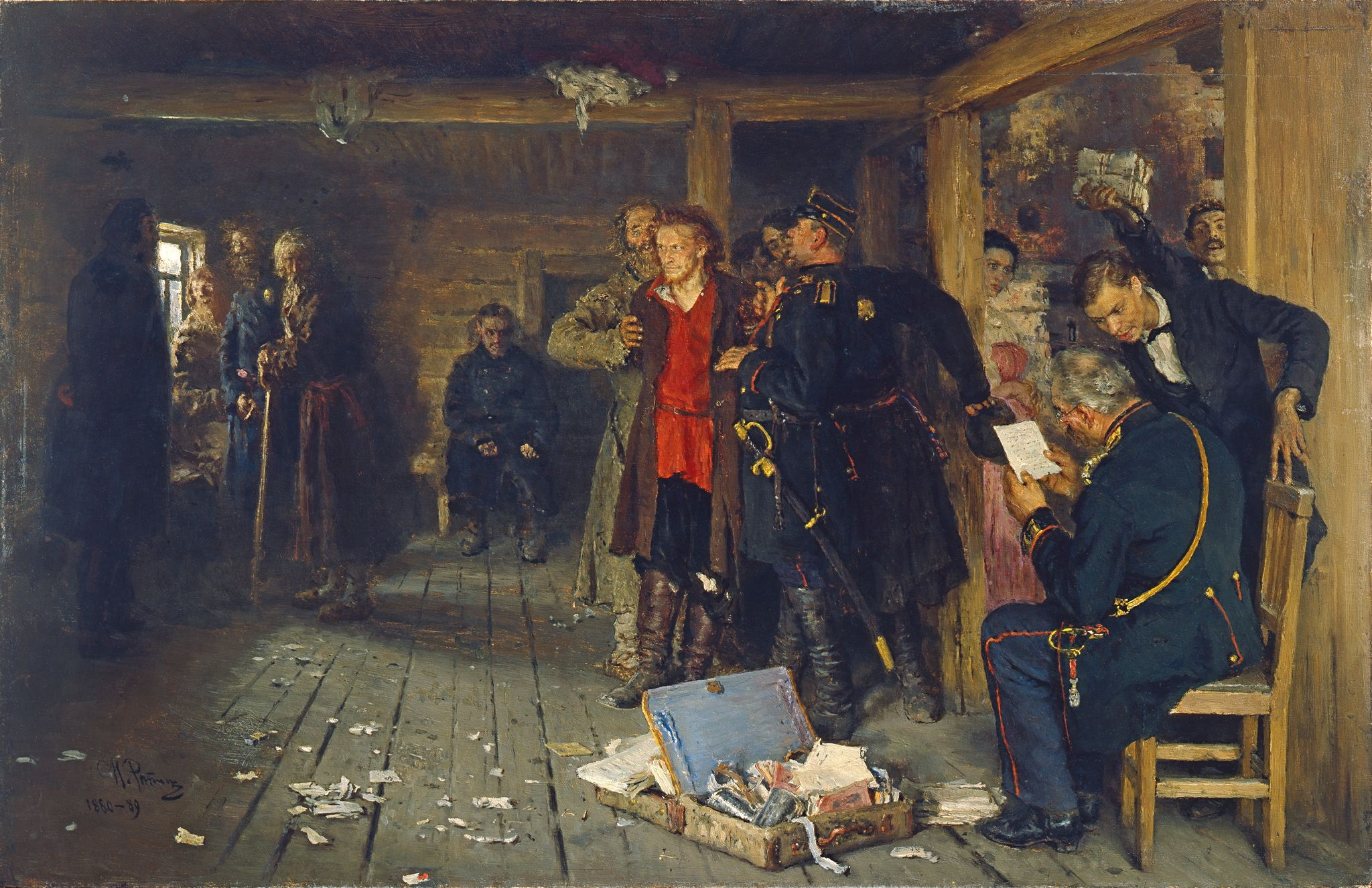
"Арешт пропагандиста". Худ. Ілля Рєпін, 1892

У 60-х роках 19-го століття народники виявляли себе спорадично (групи М. Чернишевського, С. Нечаєва, П. Ткачова). В обстановці піднесення демокричної інтелігенції у 70-х роках почали діяти численні народницькі гуртки. Відзначались серед них чайковці, які існували у Петербурзі, Москві, Одесі, Києві. Чайковці перейшли від революційного просвітництва до підготовки «ходіння в народ», виношуючи плани селянської революції у Росії. Такої ж тактики дотримувалися учасники гуртка «лавристів» у Петербурзі, гуртка братів Жибуньових в Україні, члени «Київської Комуни».
У 1874 почалося масове ходіння в народ (у селянство) демократичної інтелігенції. Похід у народ повинен був організувати перші соціалістичні суспільно-господарські осередки. Ходінням в 1874 було охоплено, за офіційними даними, 37 губерній європейської Росії, у тому числі майже всі українські губернії. Заклики селянства до бунту проти уряду не дали бажаних для народників наслідків. На кінець 1874 царська влада заарештувала понад тисячу пропагандистів-народників. Найактивніших з них було засуджено за процесом 193 (1877–1878). Численні організації різних напрямів (чайковці, лавристи, бакуністи та інші) російських народників діяли й в Україні в 60-х рр. У Києві діяв гурток чайківців (1872–1874), Київська Комуна (1873–1874), гурток бунтарів, у Одесі народників з 1872 очолював Ф. Волховський. Левченко М. В. теж належав до Одеської групи.
Народницькі організації діяли і в Харкові, Чернігові, Полтаві, Херсоні, Миколаєві. В 1876 народники створили революційну організацію Земля і Воля. Своїм головним завданням вона вважала підготовку селянського повстання, визнавала можливість особливого некапіталістичного соціально-економічного розвитку Росії, основою якого мала стати сільська община.
У практичній роботі Земля і воля перейшла від летючої, бродячої пропаганди до створення осілих поселень революціонерів у південно-східних приволзьких губерніях, однак ці спроби зазнали невдачі. В Україні у 1875–1876 найбільшу активність виявив гурток південних бунтарів (В. Дебогорій-Мокрієвич, Я. Стефанович, І. Бохановський, Л. Дейч та ін.). Члени цього гуртка за допомогою селянських бойових загонів планували розпочати повстання. У 1877 південні бунтарі намагалися створити у Чигиринському повіті таємну організацію серед селян для підготовки повстання, однак її незабаром розгромила поліція (Чигиринська змова,1877).
Більшість народників, поступово переглядаючи свої бунтарсько-анархістські погляди, приходила до визнання необхідності політичної боротьби проти самодержавства. Головну увагу вони зосереджували на організації терористичних актів. Узимку 1877–1878 у Києві почав діяти гурток В. Осинського, члени якого здійснили ряд терористичних акцій проти представників царської адміністрації. Незгоди між прихильниками і противниками нового методу боротьби особливо загострилися в 1879. Спроби уладнати їх у тому ж році на з'їздах у Липецьку і Воронежі виявилися невдалими. Частина народників, які стояли на позиціях здобуття для Росії політичної свободи через терор, здійснюваний невеликою законспірованою організацією взяла назву «Народна Воля»; інші учасники з'їзду створили організацію «Чорний переділ», яка ставила завдання мирного вростання народників у народну масу. Остання течія опісля перетворилася у легальне народництво, яке існувало аж до 1917. Чорнопередільці (Г. Плеханов, Л. Дейч, П. Аксельрод, В. Засулич, Й. Аптекман, М. Попов та інші) прагнули дотримуватися старої, землевольської програми і тактики. Але й вони фактично відмовилися від пропаганди на селі і зосередили головну увагу на пропаганді серед робітників. У Києві чорнопередільці Є. Ковальська і М. Щедрін організували Південноросійський робітничий союз 1880–1881). Невдовзі частина чорнопередільців приєдналася до Народної Волі, а частина емігрувала за кордон. Г. Плеханов заснував у Женеві організацію російських марксистів групу Визволення праці (1883). Чорний Переділ фактично припинив своє існування.
Активнішу діяльність розгорнула Народна Воля. В Україні народовольські організації і групи існували у Києві, Харкові, Одесі, Ніжині, Полтаві та інших містах. У лютому 1878 в Києві здійснено замах на товариша прокурора Котляревського; у травні 1878 Г. Попко вбив жандармського ад'ютанта Гейкіна; у липні 1878 біля Харкова зроблено спробу визволити з ув'язнення Войнаральського, засудженого в процесі 193-ох; у липні 1878 в Одесі під час суду над І. Ковальським виникли вуличні сутички з поліцією; у лютому 1879 у Харкові вбито губернатора князя Куропаткіна та ін. Після вбивства народовольцями у березні 1881 Олександра II царизм перейшов у відкритий наступ. Судові процеси 80-х рр. (процес 20-ти 1880, процес 14-ти 1884 та ін.) довершили розгром організації. Народовольці намагалися відродити свою організацію. На початку 80-х рр. основним районом їхньої діяльності стала Україна. Тут ще діяли гуртки військово-революційної організації Народна Воля на чолі з М. Ашенбреннером. У 1885 в Катеринославі проведено з'їзд південних народовців. Однак відродити Народну Волю було вже неможливо.

## Національне питання
До лав російських народників належало багато українців (Д. Лизогуб, М. Кулябко-Корецький, І. Рашевський, В. Малинка, М. Кибальчич, С. Перовська та ін.), але вони майже не цікавилися визвольними прагненнями поневолених Росією народів і не вважали їх з погляду інтересів революції вартими уваги. Лише інколи російські народники вживали українську мову в пропагандистських цілях (зокрема, відозва Ф. Волховського Правдиве слово хлібороба до своїх земляків, 1875).

## Українська течія
Поруч з російським народницьким рухом існувала окрема народницька українська течія. Українські народники-хлопомани, радикальні українофіли наголошували на своєрідності психіки українського народу, його побуту й господарства. Коли російські народники намагались показати соціалістичні нахили російського селянина, хлопомани підкреслювали індивідуалізм українського селянства. Українське народництво ставило своїм завданням культурницьку працю серед населення, тоді як російське народництво зверталось до культурницької роботи у 80-х рр., що було вже показником пригасання їхнього руху. Культурницька праця розумілась українськими народниками як національна. Народники мали вплив на українських письменників другої половини 19 ст. — Панаса Мирного, М. Коцюбинського, І. Карпенка-Карого, П. Грабовського, І. Манжуру та інших. Видатні представники галицького суспільного руху — О.Терлецький, М.Павлик, І. Франко сприяли розповсюдженню творів народників. Під впливом ідей народництва перебували історики — О. Єфименко, О. Левицький та інші. Українські народники здійснили спробу організуватись у радикально політичній площині, як от Братство Тарасівців. З'явились твори, де звучав національно-революційний клич (Українська марсельєза В. Мальований). Українські народники, на відміну від російських вважали релігійність ідеальною прикметою селянина і оспівували її в поезії (Великдень І. Манжури). З українським народниками був пов'язаний артільний рух, теоретичні засади якого розробив Ф. Щербина в роботі Южнорусские артели и артельные формы хозяйства. У 1890-х рр. М. Левицький ставив своїм завданням утворення артілей. Національні ідеї у народницько-демократичних рухах в Україні у 1880-90-х рр. відстоювали М. Левицький, Б. Грінченко, Т. Осадчий. Радянська історіографія критикувала їх за «буржуазний лібералізм», оскільки вважали, що народники були у 80-90-х рр. ХІХ ст. головною перешкодою поширення марксизму в Російській імперії.